# بارناباس سیبوسیزو دلامینی
بارناباس سیبوسیزو دلامینی (به انگلیسی: Barnabas Sibusiso Dlamini) (زاده ۱۵ مه ۱۹۴۲ – درگذشته ۲۸ سپتامبر ۲۰۱۸) نخست‌وزیر وقت سوازیلند بود. وی از سال ۱۹۹۶ تا ۲۰۰۳ و پس از آن دوباره از اکتبر ۲۰۰۸ در این سمت ابقا شد. وی در سال ۲۰۰۳ عضو شورای مشورتی شاه مسواتی سوم شد.
بارناباس وزیر اقتصاد از سال ۱۹۸۴ تا ۱۹۹۳ بود. او همچنین مدیر اجرایی صندوق بین‌المللی پول (IMF) بوده است.